# 安部秋彦
安部 秋彦（あべ あきひこ、1878年〈明治11年〉12月14日 - 1950年〈昭和25年〉）は、大日本帝国陸軍軍人。最終階級は陸軍少将。

## 経歴
大分県宇佐郡若林村（津房村、安心院町を経て、現宇佐市）出身。安倍寛吾の四男。1902年（明治35年）陸軍士官学校第14期卒業。
1928年（昭和3年）3月に陸軍砲兵大佐・野砲兵第8連隊長、1930年（昭和5年）8月に近衛師団兵器部長を経て、1932年（昭和7年）8月8日に陸軍少将に進級と同時に待命、同月30日に予備役に編入した。
退役後は軍需会社顧問を歴任した。1947年（昭和22年）11月28日、公職追放仮指定を受けた。